# Terezie Fialová
Terezie Fialová (* 23. července 1984 Brno) je česká klavíristka, členka klavírního tria Eben trio.

## Biografie
Terezie Fialová vystudovala hru na housle a na klavír na Brněnské konzervatoři a poté hru na klavír a komorní hru na hudební a taneční fakultě Akademii múzických umění v Praze ve třídě prof. Ivana Klánského a na Hochschule für Musik und Theater Hamburg ve třídě prof. Niklase Schmidta (Trio Fontenay).
Jako houslistka byla členkou mezinárodního orchestru mladých The Young Sound Forum of Central Europe pod vedením dirigenta Christopha Altstaedta. Zúčastnila se mistrovských kurzů v Německu, Švýcarsku (Verbier Festival Academy), Kalifornii (USA). Vystupuje sólově a s orchestry. Na festivalu Pražské Jaro 2019 uvedla pod vedením Pietari Inkinnena s orchestrem hlavního města Prahy FOK Klavírní koncert Petra Ebena. Jako členka Eben tria provedla v české premiéře Koncert pro klavír, housle, violoncello a orchestr Benta Sørensena "L'Isola della Cità".
V roce 2018 premiérovala společně s Jiřím Bártou na mezinárodním festivalu komorní hudby v Kutné hoře skladbu Martina Smolky "Smutek utek".
Patří mezi nejvyhledávanější komorní partnery českých i zahraničních umělců (Jiří Bárta, Roman Patočka, Václav Hudeček, Josef Špaček, Chloe Hanslip, Corinne Chapel, Hamish Milne, Wu Qian). Natočila tři CD pro label Arcodiva. Ocenění za nahrávky: IRR Outstanding, Recording of the Months (Anglie).
V listopadu 2021 vydala společně s violoncellistou Jiřím Bártou u vydavatelství Animal Music kompletní Sonáty pro klavír a violoncello Ludwiga van Beethovena. V dubnu 2024 vyšlo jejich druhé společné album Janáček, kde nahráli skladby pro klavír a violoncello a také pro klavír a housle v transkripci pro violoncello – natočeno ve světové premiéře.

## Laureátka soutěží
- Amadeus
- Virtuosi per musica di pianoforte
- Soutěž Bohuslava Martinů
- Mezinárodní Smetanovská soutěž
- Soutěž o Cenu Leoše Janáčka
- Soutěž Marie Yudiny v Petrohradě
- Charles Hennen Concours v Heerlenu
- Chamber Music Competition Hamburg
- Val Tidone Competition v Itálii
- Concours de Lyceum  International de Suisse Lausanne

## Účast na festivalech
Pražské jaro, Moravský podzim, Dvořákova Praha, Mezinárodní festival Kutná Hora, Mezinárodní festival Český Krumlov, Mahler Jihlava, Smetanova Litomyšl,  Meclenburg Vorpommen, Sarajevská zima, Pau Casals Festival, Septembre Musical Vevey, Arte Sacro Madrid, Newport Music Festival.